# Systropha martiali
Systropha martiali là một loài Hymenoptera trong họ Halictidae. Loài này được Patiny & Michez mô tả khoa học năm 2007.